# Evander Holyfield
Evander Holyfield (* 19. října 1962 Atmore, Alabama) je bývalý americký boxer, na přelomu 80.–90. let mistr světa podle všech asociací. Měl přezdívku The Real Deal.

## Sportovní kariéra
Jako amatér získal v polotěžké váze stříbro na Panamerických hrách 1983 a bronz na olympiádě 1984. Od roku 1985 boxoval profesionálně a v roce 1986 se stal mistrem světa asociace WBA v polotěžké váze. V roce 1988 přešel do těžké váhy a roku 1990 se stal po vítězství nad Busterem Douglasem mistrem světa. Titul ztratil o dva roky později, když ho porazil Riddick Bowe. Nejznámější byla dvojice Holyfieldových zápasů proti Miku Tysonovi: 9. listopadu 1996 ho v Las Vegas porazil a získal tak zpět mistrovský pás, v odvetě 28. června 1997 Tyson ve třetím kole ukousl Holyfieldovi kus ucha a byl diskvalifikován.
Boxoval profesionálně do padesáti let, oficiálně ukončil kariéru v únoru 2013. V kariéře vybojoval 44 vítězství v 57 zápasech.